# Kleinkastell Gasr Zerzi
Das Kleinkastell Gasr Zerzi war ein römischer Militärposten, der für Sicherungs- und Überwachungsaufgaben am vorderen Limes Tripolitanus, einem tiefgestaffelten System von Kastellen und Militärposten, in der römischen Provinz Africa proconsularis zuständig war. Die Anlage, eine Außenstation des Kastells Gholaia (Bu Njem), das sich knapp 30 Kilometer östlich von dort befindet, liegt im Munizip Surt in Libyen.

## Lage

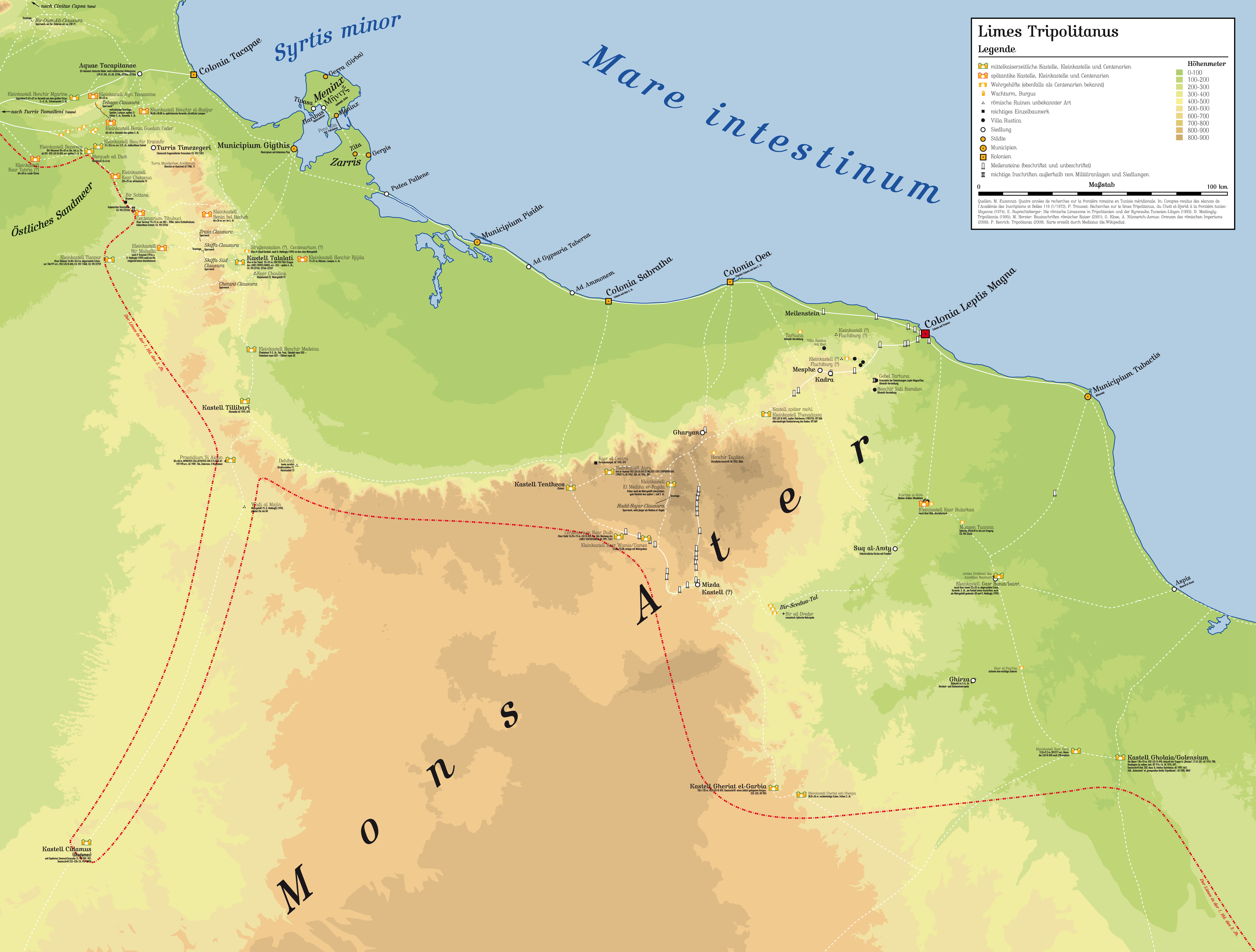
Der Limes Tripolitanus mit dem Kleinkastell

Lagesituation des Kleinkastells mit der Zisterne

Grundriss des Kleinkastells

Die Zisterne im Talgrund des Wadis mit einem Absetzbecken im vorderen Bereich und einem Überlauf an der Rückseite

Der Außenposten Gasr Zerzi wurde nordwestlich der kleinen, aber markanten Hügelgruppe des Gebel Zerzi errichtet. Da sich an dieser Stelle wichtige Wüstenpassagen kreuzten, hielt es die Standortkommandantur des Kastells Gholaia offenbar für notwendig, den Ort durch einen Kontrollpunkt zu sichern. Die Einheit der kleinen Station beobachtete nun die Trasse von Gholaia zum Gasr el Faschia im Wadi Zemzem und weiter zum rückwärtigen Kleinkastell Gasr Banat sowie die westsüdwestlich orientierte Straße ins Wadi Bay al-Kabir und zum Brunnen von Bir el-Gheddafía, aber auch eine dritte Route, die nach Süden auf Giofra hin zustrebte. Neben der Rolle als Straßenstation stand für den Gasr Zerzi insbesondere die Überwachung der nahen Zisterne im Vordergrund, die mit fast 30 Kilometern einen Tagesmarsch von Gholaia entfernt lag. Das Kleinkastell befindet sich auf einer Anhöhe über einem kleinen Trockental, das westlich im mächtigen Wadi Bay al-Kabir mündet. Die schmal-längliche Zisterne selbst wurde inmitten dieses kleinen Trockentals in westöstlicher Ausrichtung erbaut. Ihr Tonnengewölbe war eine Konstruktion aus keramischen Wölbröhren, die es erlaubten, Leichtgewölbe zu errichten.

## Inschriften
Aus dem Bereich des Kleinkastells sind bisher zwei Inschriften bekannt geworden, die beide Anfang 1961 durch das damalige königlich-libysche Landwirtschaftsministerium an den Antikendienst der Provinz Tripolitanien gemeldet wurden. Das Entstehungsdatum beider Inschriften könnte 209 n. Chr. sein, als der spätere Kaiser Geta die Augustus-Würde erhielt, jedoch bezeugen Inschriften aus Africa, dass er dort bereits vor Verleihung dieser Würde mit diesem Titel bedacht wurde, und die Entstehung der Inschriften daher auch etwas früher ansetzen könnte.
Auf dem Boden vor dem Gasr wurde folgende von einem Rahmen umfasste Inschrift dokumentiert, die grammatikalische Fehler aufweist. Die letzte Zeile mit dem Legionsnamen wurde im Jahr 238 n. Chr. auf obersten Befehl hin eradiert.
Impp(eratoribus) Caes(aribus) L(ucio) Septimio Severo Pio Pertinace ! et M(arco) Aurelio

Antonino et [P(ublio)] Septimio

G[eta]e Caess(saribus) ! Augg(gustis)] toti

usque domus divin[ae]

[leg(io) III Aug(usta)]
Übersetzung: „Den Imperatoren, den Caesaren Lucius Septimius Severus Pius Pertinax und Marcus Aurelius Antoninus (Caracalla) und Publius Septimius Geta, dem Caesaren, dem Erhabenen und dem ganzen göttlichen Kaiserhaus, die 3. Legion Augusta.“
Bei der großen römischen Zisterne, die nahe dem Kleinkastell liegt, konnte ein weiterer Inschriftenstein entdeckt werden. Er war in die Ostseite der Zisterne, unmittelbar über dem Zulauf zum Absetzbecken, eingelassen. Die in den Stein geschnittene Inschrift besaß keine randliche Begrenzung. Es könnte noch eine kurze fünfte Zeile gegeben haben. Sie wäre dann mit einem Verb, dem Namen der Einheit oder dem eines Offiziers gefüllt gewesen, der für den Bau verantwortlich zeichnete.
Impp(eratoribus) Caess(are) L(ucio) Septimio Severo

Pio Per(tinaci) Aug(usto) et M(arco) Aur(elio) Antoni-

no Aug(usto) et [P(ublio)] Septimio [Getae] Caes(ari) Aug(usto)

et Iuliae Aug(ustae) matri castr(orum) cister(na?)
Übersetzung: „Den Imperatoren, den Caesaren Lucius Septimius Severus Pius Pertinax, dem Erhabenen, und Marcus Aurelius Antoninus, dem Erhabenen, und Publius Septimius Geta, dem Caesaren, dem Erhabenen, und Julia (Domna), der Erhabenen, der Mutter der Militärlager, die Zisterne (?) …“

## Baugeschichte
Das zwischen 198 oder 201 und 209 n. Chr. von einem Bautrupp der Legio III Augusta errichtete Kleinkastell besteht aus einem 12,80 × 9,20 Meter (= 0,012 Hektar) großen Bauwerk mit 1,50 Meter starken Außenwänden. Die Anlage ist damit ein weiteres Beispiel für die kleinen vom tripolitanischen Limes bekannten Burgi. Der einzige Zugang liegt nördlich; im Inneren wird der Bau in drei Räume geteilt. Die Station wurde von einem Detachement der im Kastell Gholaia kasernierten Vexillation der Legio III Augusta belegt. Möglicherweise könnten auf Ostraca erhaltene Tagesmeldungen aus Gholaia einen Hinweis auf das Detachement liefern. Demnach kämen Stationarii in Frage, die von Beneficiarii kommandiert wurden. Der französische Archäologe René Rebuffat nahm an, dass am Militärposten Gasr Zerzi rund 12 bis 15 Mann Dienst taten.

## Zeitliche Einordnung
Die kleine Garnison wurde offensichtlich im Zuge der Umstrukturierung des Limes Tripolitanus während der Regierungszeit des Kaisers Septimius Severus (193–211) errichtet und bis mindestens 238 n. Chr. besetzt gehalten. Zu diesem Zeitpunkt wurde die Legio III Augusta aus politischen Gründen aufgelöst. Aufgrund ihrer Treue zu Kaiser Maximinus Thrax (235–238) und dessen ihm loyal gebliebenen numidischen Statthalter Capelianus bei der Unterdrückung des Usurpators Gordian I. ließ der nachfolgende Kaiser Gordian III. (238–244) den Namen der Legion zusätzlich von allen erreichbaren Inschriften eradieren. Die Auflösung dieses Großverbandes hatte fatale Folgen für die Sicherheit der tripolitanischen Südgrenze, die erst durch die Wiederaufstellung der Legion unter Kaiser Valerian (253–260) in den Jahren 253/254 n. Chr. erneut gesichert werden konnte.
Aus den in Gholaia geborgenen Tagesmeldungen geht unter anderem hervor, dass einige Reiter der Cohors VIII Fida equitata zumindest in den Jahren 258/259 n. Chr. von ihrer Stammeinheit im Kastell Secedi nach Gholaia als dispositi detachiert waren. Im Jahr 263 n. Chr. errichtete die Cohors VIII Fida dann rund 600 Kilometer weiter nordwestlich ihres bisherigen Einsatzorts das in Tunesien gelegene Kastell von Ras el Aïn. Das Zeitfenster, in dem die Kohorte nach Nordwesten verschoben wurde, ist damit zwischen 259 und 263 n. Chr. anzusetzen. Der Grund für die Verlegung liegt offenbar in der archäologisch nachweisbaren und in diese Zeit fallenden Aufgabe der weit nach Süden vorgeschobenen militärischen Grenzanlagen in der Region um Gholaia. Diese Aufgabe betraf wohl auch das Kastell Gheriat el-Garbia mit den dazugehörigen Außenposten. Schwere Niederlagen an anderen Grenzabschnitten des Reiches, darunter der endgültige Limesfall in den germanischen Provinzen, innerrömische Auseinandersetzungen, Truppenmangel und strategische Überlegungen werden Kaiser Gallienus (260–268) am Höhepunkt der Reichskrise des 3. Jahrhunderts zu der politischen Entscheidung gezwungen haben, diesen Schritt zu gehen und den tripolitanischen Grenzverlauf zumindest im Raum um Gholaia zurückzuverlegen.
Da den bisherigen terminus ante quem beim Gasr Zerzi die 238 n. Chr. eradierte Inschrift bildet, lässt sich eine Fortsetzung der Garnison an diesem Außenposten bis in die Zeit um 263 n. Chr. nicht nachweisen.